# Казановка (посёлок, Кимовский район)
Казановка — посёлок (в 1938—2005 гг. — посёлок городского типа) в Кимовском районе Тульской области России. 
В рамках административно-территориального устройства образует Казановский сельский округ Кимовского района, в рамках организации местного самоуправления входит в сельское поселение Епифанское.

## География
Расположен примерно в 24 км к югу от города Кимовска. Восточнее посёлка протекает река Казановка.

## Население
| 1939 | 1959  | 1970  | 1979  | 1989  | 2002 | 2010 |
| ---- | ----- | ----- | ----- | ----- | ---- | ---- |
| 5699 | ↘4207 | ↘2157 | ↘1557 | ↘1143 | ↘804 | ↘643 |

## История
В 1938 году Казановка стала рабочим посёлком (посёлком городского типа).
В советское время в рабочем посёлке имелось производство игрушек.
В 2005 году преобразован в сельский населённый пункт как посёлок.